# Ofioliet

De complete stratigrafische volgorde in een ofioliet.

Een ofioliet is in de geologie een karakteristieke opeenvolging van gesteenten, die verondersteld wordt een dwarsdoorsnede door oceanische lithosfeer te zijn. Van ondiep naar diep bestaan ofiolieten uit:
- diep-mariene (pelagische) sedimenten (veelal schalies en radiolarieten)
- stollingsgesteente (ganggesteente en uitvloeiingsgesteente als gabbro en basalt)
- mantelgesteente (peridotiet zoals serpentiniet, harzburgiet, lherzoliet)

## Voorkomen
Ofiolieten zijn karakteristieke opeenvolgingen van gesteenten in de oceanische korst. Hoewel door boringen in de oceaankorst successies van gesteenten zijn bestudeerd, zijn ofiolieten vooral bekend uit en ontsloten door grootschalige opschuivingen zoals die zich bij gebergtevorming voordoen.
In de Alpen zijn ofiolieten te vinden, maar ook op Cyprus (het Troödosmassief) en in delen van Griekenland. Een van de bekendste voorbeelden zijn de Tablelands in het nationaal park Gros Morne in Oost-Canada (UNESCO Werelderfgoed).

## Naam
De naam ofioliet (voor het eerst gebruikt door Alexandre Brongniart in 1813) is afgeleid van de Oudgriekse woorden ὄφις, ophis (slang) en λίθος, lithos (gesteente). Door plooiing in fasen zijn veelal slangvormige plooiingen te zien.